# Лидоренко, Николай Степанович
Никола́й Степа́нович Лидоре́нко (2 (15) апреля 1916 — 10 ноября 2009) — учёный в области электротехники и энергетики, член-корреспондент РАН (1991), бывший руководитель ВНИИТ — НПО «Квант», Герой Социалистического Труда. Лауреат Ленинской премии.

## Биография
Родился 2 (15) апреля 1916 года в Курске. Отец Степан Кузьмич (1863/64 — 1933) — железнодорожный служащий, мать Ирина Кузьминична (1884—1970).
В 1934—1939 годах учился в Новочеркасском политехническом институте на факультете электрохимии. После окончания института по специальности «инженер-электрохимик» распределён на завод № 364 в городе Комсомольск-на-Амуре. В 1940—1950 годах — начальник цеха, заместитель главного инженера, главный инженер. В 1948 году защитил диссертацию на соискание учёной степени кандидата технических наук.
С 1950 по 1985 годы — директор ВНИИ источников тока (с 1976 года — НПО «Квант»), одновременно с 1950 по 1987 годы — его Генеральный конструктор. С 1987 года — советник ОЭММПУ РАН при НПО «Квант».
Его научная деятельность связана с работами в области физики и технологии безмашинных способов производства электричества из химической, ядерной, солнечной и тепловой энергии, физики и технологии молекулярной электроники — в частности электрохимические генераторы космического и морского применения, водородно-воздушные генераторы тока для электромобилей, молекулярные конденсаторы и гиперпроводники.
- Основатель и многие годы заведующий кафедры молекулярной электроники МФТИ.
- Создатель и бывший руководитель ВНИИТ — НПО «Квант» (создан на основе НИИ «Всесоюзный научно-исследовательский институт источников тока»).
- Автор двух фундаментальных научных открытий, около 300 изобретений, 200 научных статей и монографий.
- Был членом совета главных конструкторов «королёвского» призыва, обеспечивших запуск в космос первого искусственного спутника Земли и первого космонавта.

Жил в Москве. Скончался 10 ноября 2009 года, похоронен в Москве.

## Звания
- Герой Социалистического Труда (1971).
- Ленинская премия (1960).
- Государственная премия СССР.
- Член-корреспондент АН СССР (1966).